# De Havilland Oxford
De Havilland DH.11 Oxford (Airco DH.11 Oxford) – brytyjski samolot bombowy średniego zasięgu z okresu po I wojnie światowej.

## Historia
W 1918 roku dowództwo lotnictwa brytyjskiego w wytwórni lotniczej Aircraft Manufacturing Company Limited złożyło zamówienie na budowę nowego samolotu bombowego, który miał zastąpić samolot Airco DH.10 Amiens. Umowę na budowę trzech prototypów tego samolotu podpisano 27 lipca 1918 roku. Konstruktor wytwórni Geoffrey de Havilland opracował taki samolot, który otrzymał oznaczenie DH.11 Oxford.
Prototyp był gotowy na początku 1919 roku. W samolocie tym zastosowano dwa dziewięciocylindrowe silniki A.B.C. Dragonfly o mocy 324 KM każdy. Z uwagi na wagę tych silników, okazało się, że zmienił się środek ciężkości samolotu, w związku z czym nie można było w nim umieścić komory bombowej, w której miały być przenoszono bomby lotnicze o łącznej masie 416 kg (4 bomby o masie 104 kg). Pomimo tego prototyp skierowano do testów, który wykazał szereg niedociągnięć i braków w jego konstrukcji. W związku z tym samolot powrócił do wytwórni w celu wyeliminowania braków konstrukcyjnych, lecz ostatecznie we wrześniu 1919 roku zaniechano dalszych prac, w tym budowy dwóch kolejnych prototypów.
Gdy G. de Havilland zakupił wytwórnię Airco i zmienił jej nazwę na de Havilland Aircraft Company Ltd., kontynuował pracę nad tym samolotem oznaczonym jako DH.11 Oxford Mk II, przy czym zastosował w nim lżejsze silniki Siddeley Puma o mocy 294 KM (216 kW). Ale w związku z zakończeniem I wojny światowej lotnictwo brytyjskie zrezygnowało z wymiany samolotów DH.10 na nowy typ, zrezygnowano wtedy z dalszych prac nad tym samolotem i żadnego prototypu tej wersji nie wyprodukowano.

## Użycie w lotnictwie
Prototyp samolotu DH.11 był używany w czasie lotów testowych i próbnych, po czym powrócił do wytwórni, gdzie ostatecznie został skasowany.

## Opis techniczny
Samolot DH.11 był dwupłatem o konstrukcji drewnianej, kratownicowej, kryty płótnem. W przedniej części kadłuba mieściła się kabina załogi: z przodu stanowisko strzelca podkładowego, za nim stanowisko pilota, a za nim następne stanowisko strzelca pokładowego. Za stanowiskami załogi znajdowała się komora bombowa. Silniki umieszczono po obu stronach kadłuba nad dolnymi płatami. Podwozie klasyczne, stałe z płozą ogonową.
Napęd stanowiły dwa silniki gwiazdowe, 9-cylindrowe, chłodzone powietrzem, o mocy 324 KM każdy.
Samolot był uzbrojony w dwa ruchome karabiny maszynowe Lewis kal. 7,7 umieszczone na obrotnicach Scraffa umieszczonych na stanowiskach strzelców. Posiadał komorę bombową, w której mogły być umieszczone 4 bomby lotnicze o masie 104 kg każda.